# Явора (Львовская область)
Явора — горное село в Турковской городской общине Самборского района Львовской области Украины.
Расположено на берегах р. Стрый в Восточных Бескидах, на трассе Ужгород—Самбор, в 7 км от города Турка. Железнодорожная станция — Явора.

## История
Основано как одно из сёл — пограничных застав в целях охраны древнего «Русского шляха» — торгового пути, проходившего по долине р. Стрый. Кроме с. Явора, в систему блокпостов на границе входили села: Ильник, Комарники, Верхнее Высоцкое и Турка.
Старые названия — Явора Верхняя, Явора Долишняя.
Здесь находятся традиционные места проживания бойков — считающихся одной из ветвей племени белых хорватов.
Впервые село упоминается в 1431 году, когда граф Ваньчалуха (Ваньча Волошин) получил от Владислава Ягайло во владения Турку и её окрестности (Явору, Ильник и Турку). Потомки Ваньчи основали три рода, представители одного из которых именовались Яво́рскими, другие же — Ильни́цкими и Турскими (впоследствии — Захаро́вскими).
Из достопримечательностей — сохранившаяся деревянная часовня 1907 г.
Летом — в июле здесь проводится всемирный фестиваль «Бойковская ватра».

## Население
- 1880—1173 жителя[1].
- 1881—1231 (21 римо-католик и 1220 греко-католиков)[1].
- 1921—1662 жителя[2].
- 1970—1902 жителя, 520 дворов.[3].
- 1989—1833 жителя (910 муж., 920 жен.)[4].
- 2001—1332[5].